# Lojze Hohkraut
Lojze Hohkraut, slovenski komunist in narodni heroj, * 8. junij 1901, Bukovca, † 31. maj 1942, zaselek Cvetež pri Vačah.

## Življenjepis
Hohktaut je delal v trboveljskem premogovniku. Že leta 1921 je postal član SKOJa in 1925 član KPJ. Sodeloval je v stavkovnih gibanjih, predvsem v znani trboveljski stavki leta 1923. Zaradi svoje revolucionarne dejavnosti je bil večkrat brezposelen, zato je 1928 odšel v tujino, kjer je sodeloval v tamkajšnih naprednih gibanjih in komunističnih partijah Belgije, Francije in Nizozemske ter se 1931 vrnil. V Revirjih je sodeloval pri obnavljanju partijskih celic, zlasti SKOJa. Leta 1933 je bil med organizatorji demonstracij rudarskih žensk proti bedi. Naslednje leto je odšel na devetmesečno sindikalno šolanje v Sovjetsko zvezo in po vrnitvi kot član Okrajnega komiteja KPJ za Revirje deloval med nezaposleno mladino. V noči iz 17. aprila na 18. april 1937 se je udeležil ustanovnega kongresa KPS na Čebinah. Leta 1938 je kandidiral pri državnozborskih volitvah na opozicijski listi, katere nosilec je bil Franc Leskošek. Na 3. konferenci KPS 1940 pa so ga izvolili za člana CK KPS. Leta 1941 je moral v ilegalo. Po okupaciji je bil vodja vojnega komiteja in med organizatorju NOB v Zasavju, komandir »Trboveljske čete«, in politični komisar »Revirske čete«; od konca 1941 je bil sekretar litijskega okrožja. Med pripravami na prehod II. grupe odredov čez Savo na Štajersko je pri zaselku Cvetež padel v nemško zasedo, bil ranjen in se nato sam ustrelil.

## Odlikovnja
- Red narodnega heroja